# Kurt Weissenfels
Kurt Weissenfels (né le 13 juin 1920 à Adorf en Saxe et mort le 13 janvier 1998) était un joueur de football est-allemand.

## Biographie
Kurt Weissenfels commence le football à huit ans à Adorf. 
À 17 ans, il part évoluer au SG Adorf en Bezirksliga-Elf au poste de second attaquant. À 19 ans, il met entre parenthèses sa carrière professionnelle à cause de la Seconde Guerre mondiale où il est envoyé comme soldat en Afrique du Nord en 1942.
Il reprend sa carrière à Adorf, puis rejoint en 1948 le SG Chemnitz West qui remporte le championnat d'Allemagne de l'est en 1947/48. En 1949, la RDA adopte le système de ligue de la DS-Oberliga, année où Kurt rejoint l'„Hans Wendler“ Stendal.
Le 6 novembre 1949, il inscrit un doublé lors d'une victoire 4-3 contre le Fortuna Erfurt.
Après sa carrière de joueur, il devient assistant-entraîneur du Stendal entre 1960 et 1977.